# Przestrzeń Hilberta
Przestrzeń Hilberta – przestrzeń unitarna zupełna.
Oznacza to, że jest to przestrzeń liniowa nad ciałem liczb rzeczywistych lub zespolonych, która
- ma zdefiniowany iloczyn skalarny,
- traktowana jako przestrzeń metryczna z metryką indukowaną przez iloczyn skalarny (poprzez normę) jest zupełna, tzn. każdy ciąg Cauchy’ego ma granicę.

Każda przestrzeń Hilberta jest przestrzenią Banacha (z normą indukowaną przez iloczyn skalarny), przestrzenią Frécheta oraz lokalnie wypukłą przestrzenią liniowo-topologiczną – ze względu na unormowanie i zupełność.
Nazwa przestrzeni pochodzi od nazwiska Davida Hilberta, który wprowadził je pod koniec XIX wieku.
Przestrzenie Hilberta są wykorzystywane w wielu dziedzinach fizyki, m.in. w mechanice kwantowej i kwantowej teorii pola (np. przestrzeń Foka nad przestrzenią Hilberta).

## Przykłady przestrzeni Hilberta

### Przestrzenie euklidesoweskończonego wymiaru
(1) Należą tu np.
1. zbiór liczb rzeczywistych nad ciałem liczb rzeczywistych, ze standardowym mnożeniem jako iloczynem skalarnym,
2. zespolona przestrzeń euklidesowa nad ciałem liczb zespolonych z zespolonym iloczynem skalarnym (tzn. dodatnio określoną formą półtoraliniową).

Wybór iloczynu skalarnego nie wpływa na zupełność przestrzeni z indukowaną z niego metryką, co wynika z równoważności metryk (bądź norm) na przestrzeniach liniowych wymiaru skończonego nad ciałem liczb rzeczywistych bądź zespolonych.
(2) W szczególności należą tu przestrzenie współrzędnych {\displaystyle \mathbb {R} ^{n}} i {\displaystyle \mathbb {C} ^{n}} z iloczynami skalarnymi danymi odpowiednio wzorami
{\displaystyle \mathbf {x} \cdot \mathbf {y} =\sum _{i=1}^{n}x_{i}y_{i}\qquad {\text{oraz}}\qquad \mathbf {x} \cdot \mathbf {y} =\sum _{i=1}^{n}x_{i}{\overline {y_{i}}},}
gdzie:
- {\displaystyle \mathbf {x} =(x_{1},\dots ,x_{n}),} {\displaystyle \mathbf {y} =(y_{1},\dots ,y_{n})} – wektory przestrzeni,
- {\displaystyle {\overline {z}}} oznacza sprzężenie zespolone liczby {\displaystyle z.}

Norma indukowana z iloczynu skalarnego dana jest wzorem
{\displaystyle \|\mathbf {x} \|={\sqrt {\mathbf {x} \cdot \mathbf {x} }},}
zaś metryka od niej pochodząca wyraża się wzorem
{\displaystyle d(\mathbf {x} ,\mathbf {y} )=\|\mathbf {x} -\mathbf {y} \|,}
przy czym jest ona zupełna.

### Klasyczne przykłady przestrzeni Hilberta
- {\displaystyle \ell _{2}} – przestrzeń Lp ciągów sumowalnych z kwadratem,
- {\displaystyle \ell _{2}(\Gamma )} – uogólnienia przestrzeni {\displaystyle \ell _{2}} na dowolne zbiory indeksów {\displaystyle \Gamma ,}
- {\displaystyle L_{2}(\mu )} – przestrzenie Lp zdefiniowane dla funkcji {\displaystyle \mu }-całkowalnych z kwadratem, gdzie {\displaystyle \mu } – dowolna miara,
- przestrzenie Sobolewa {\displaystyle W^{k,2},}
- przestrzeń Hardy’ego(inne języki) {\displaystyle H^{2}.}

Przestrzenie {\displaystyle \ell _{2}(\Gamma )} są szczególnymi przypadkami przestrzeni {\displaystyle L_{2}(\mu ),} gdyż {\displaystyle \ell _{2}(\Gamma )=L_{2}(\mu ),} gdy {\displaystyle \mu } jest miarą liczącą na zbiorze {\displaystyle \Gamma .}
Przestrzenie Sobolewa są jednym z podstawowych narzędzi w nowoczesnej teorii równań różniczkowych cząstkowych.
Przestrzenie Hardy’ego znajdują zastosowania w analizie harmonicznej i analizie zespolonej.
Przestrzenie {\displaystyle \ell _{2}} oraz {\displaystyle L_{2}(\mu )} są fundamentalne dla mechaniki kwantowej.

## Własności

### Samosprzężoność
Twierdzenie Riesza o reprezentacji funkcjonału na przestrzeni Hilberta {\displaystyle H} mówi, że każdemu elementowi {\displaystyle f\in H^{*}} (tj. każdemu ciągłemu funkcjonałowi liniowemu na {\displaystyle H}) odpowiada jednoznacznie taki element {\displaystyle y_{f}\in H,} że
{\displaystyle f(x)=\langle x,y_{f}\rangle _{H}\;\;(x\in H).}
Odwzorowanie
{\displaystyle \Lambda \colon H^{*}\to H}
dane wzorem
{\displaystyle \Lambda (f)=y_{f}\;\;(f\in H^{*})}
jest antyliniowym izometrycznym izomorfizmem. Zachodzi również twierdzenie odwrotne: jeśli dowolny funkcjonał ograniczony {\displaystyle f} określony na przestrzeni unitarnej {\displaystyle U} można zapisać wzorem {\displaystyle f=\langle \cdot ,y_{f}\rangle } dla pewnego {\displaystyle y_{f}\in U,} to {\displaystyle U} jest przestrzenią Hilberta (tj. jest ona zupełna).

### Refleksywność
Każda przestrzeń Hilberta {\displaystyle H} jest refleksywna, tj. odwzorowanie
{\displaystyle \kappa \colon H\to H^{**}}
dane wzorem
{\displaystyle {\big (}\kappa (x){\big )}(f)=f(x)\;\;\;(x\in H,f\in H^{*})}
jest „na”.
Dówod. Z twierdzenia Riesza (o reprezentacji ciągłych funkcjonałów na przestrzeni Hilberta) wynika, że istnieje antyliniowy izometryczny izomorfizm
{\displaystyle \Lambda \colon H^{*}\to H.}
Niech {\displaystyle x_{0}^{**}} będzie ustalonym elementem przestrzeni {\displaystyle H^{**}.} Wówczas funkcjonał {\displaystyle f_{0}} dany wzorem
{\displaystyle f_{0}(x)={\overline {x_{0}^{**}(\Lambda ^{-1}(x))}},\,\;\;(x\in H)}
jest liniowy i ciągły oraz dla każdego elementu {\displaystyle x} przestrzeni {\displaystyle H} oraz dowolnego {\displaystyle f\in H^{*}} zachodzi:
{\displaystyle {\big (}\kappa (\Lambda f_{0}){\big )}(f)=f{\big (}\Lambda f_{0}{\big )}=\langle \Lambda f_{0},\Lambda f\rangle ={\overline {\langle \Lambda f,\Lambda f_{0}\rangle }}={\overline {f_{0}(\Lambda f)}}={\overline {x_{0}^{**}(\Lambda ^{-1}(\Lambda x^{*}))}}=x_{0}^{**}(f),}
a zatem
{\displaystyle \kappa (\Lambda f_{0})=x_{0}^{**},}
co oznacza, że odwzorowanie {\displaystyle \kappa } jest „na”, więc przestrzeń {\displaystyle H} jest refleksywna. {\displaystyle \square }
Z drugiej strony, przestrzenie Hilberta są jednostajnie wypukłymi przestrzeniami Banacha, a więc na mocy twierdzenia Clarsksona-Milmana są refleksywne (jednostajna wypukłość wynika z reguły równoległoboku, która charakteryzuje przestrzenie unitarne). Przestrzenie Hilberta mają nawet mocniejszą własność – są one superrefleksywne.

### Ośrodkowość
Ośrodkowe przestrzenie Hilberta (tj. zawierające przeliczalny podzbiór gęsty) mają znacząco lepsze własności od nieośrodkowych przestrzeni Hilberta:
- Dowolna przestrzeń unormowana nad ciałem liczb rzeczywistych lub zespolonych skończonego wymiaru {\displaystyle n} jest liniowo izometryczna z pewną przestrzenią współrzędnych {\displaystyle \mathbb {R} ^{n}} lub {\displaystyle \mathbb {C} ^{n};} stąd można określić na nich strukturę unitarną (zob. twierdzenie Jordana-von Neumanna). Ponadto wspomniane przestrzenie są zupełne i ośrodkowe (ze względu na indukowaną z iloczynu skalarnego metrykę), a więc są przestrzeniami Hilberta.
- Co więcej istnieje jedna i tylko jedna (z dokładnością do izomorfizmu) ośrodkowa przestrzeń Hilberta nieskończonego wymiaru: wynika to z istnienia przekształcenia unitarnego między tego rodzaju przestrzenią Hilberta a przestrzenią {\displaystyle \ell ^{2}} (mianowicie wzajemnie jednoznacznego przekształcenia liniowego {\displaystyle \Lambda } danego wzorem {\displaystyle \langle \Lambda x,\Lambda y\rangle _{\ell ^{2}}=x\cdot y;} na mocy nierówności Bessela(inne języki) {\displaystyle \Lambda x=(x\cdot e_{n})_{n},} gdzie {\displaystyle (e_{n})_{n}} oznacza bazę ortonormalną).

Powyższe twierdzenie można uogólnić w naturalny sposób na dowolne przestrzenie Hilberta: przestrzeń Hilberta o ciężarze {\displaystyle \kappa } jest izometrycznie izomorficzna z przestrzenią {\displaystyle \ell ^{2}(\kappa ),} w szczególności {\displaystyle \ell ^{2}(\aleph _{0})=\ell ^{2}.}

### Charakteryzacja
Niech {\displaystyle X} będzie przestrzenią z iloczynem skalarnym {\displaystyle \langle \cdot ,\cdot \rangle } nad ustalonym ciałem. Następujące stwierdzenia są równoważne:
1. {\displaystyle X} jest przestrzenią Hilberta;
2. każda domknięta podprzestrzeń liniowa {\displaystyle M} przestrzeni {\displaystyle X} ma własność najmniejszej odległości:
dla każdego {\displaystyle x\in X} istnieje taki element {\displaystyle P_{M}(x)\in M,} że
{\displaystyle \mathrm {dist} (x,M)=\|x-P_{M}(x)\|,}
przy czym {\displaystyle P_{M}} oznacza rzut na podprzestrzeń {\displaystyle M,}
3. {\displaystyle X} ma własność rozkładu ortogonalnego:
dla każdej domkniętej podprzestrzeni {\displaystyle M} przestrzeni {\displaystyle X} zachodzi
{\displaystyle X=M\oplus M^{\perp }}

4. {\displaystyle X} ma własność reprezentacji Riesza:
dowolny ciągły funkcjonał liniowy na {\displaystyle X} jest postaci {\displaystyle \langle \cdot ,y\rangle } dla pewnego {\displaystyle y\in X.}
Poszczególne implikacje mają swoje nazwy:
{\displaystyle 1\Rightarrow 2} to twierdzenie o najlepszej aproksymacji (o zbiorze wypukłym),
{\displaystyle 1\Rightarrow 3} to twierdzenie o rzucie ortogonalnym,
{\displaystyle 1\Rightarrow 4} to twierdzenie Riesza o reprezentacji;
równoważność {\displaystyle 2\Leftrightarrow 3} jest treścią lematu do twierdzenia o rzucie ortogonalnym.
Z geometrycznego punktu widzenia wynika to ze wzajemnej odpowiedniości zbalansowanych zbiorów wypukłych i funkcjonałów liniowych oraz reguły równoległoboku charakteryzującej przestrzenie Hilberta wśród przestrzeni Banacha (por. twierdzenie Jordana-von Neumanna). Inną tego rodzaju charakteryzacją jest następujące twierdzenie: przestrzeń Banacha jest przestrzenią Hilberta wtedy i tylko wtedy, gdy dla dowolnych trzech niewspółliniowych punktów wysokości wyznaczanego przez wspomniane punkty trójkąta przecinają się w jednym punkcie. Kolejne charakteryzacje można znaleźć w pracy Pełczyńskiego.

## Suma prosta przestrzeni Hilberta

### Suma prosta dwóch przestrzeni Hilberta
(1) Jeżeli {\displaystyle H_{1},H_{2}} są przestrzeniami Hilberta, to ich sumą prostą {\displaystyle H\equiv H_{1}\oplus H_{2}} nazywa się przestrzeń Hilberta, która
- jest sumę prostą przestrzeni {\displaystyle H_{1},H_{2},}
- ma iloczyn skalarnym danym wzorem,

{\displaystyle {\big \langle }(x_{1},y_{1}),\ (x_{2},y_{2}){\big \rangle }_{H}=\langle x_{1},x_{2}\rangle _{H_{1}}+\langle y_{1},y_{2}\rangle _{H_{2}},}
gdzie:
{\displaystyle x_{1},x_{2}\in H_{1},}
{\displaystyle y_{1},y_{2}\in H_{2},}
{\displaystyle (x_{1},y_{1}),\,\,(x_{2},y_{2})\in H,}
tzn. iloczyn skalarny wektorów sumy prostej jest równy sumie iloczynów skalarnych obliczonych między wektorami odpowiednich przestrzeni Hilberta.
(2) Norma elementów sumy prostej dana jest wzorem
{\displaystyle \|(x_{1},y_{1})\|={\sqrt {\|x_{1}\|^{2}+\|y_{1}\|^{2}}}.}
Norma (długość) wektora sumy prostej jest więc sumą długości wektorów składowych, należących do dodawanych w sposób posty przestrzeni Hilberta.
Uwaga:
Suma prosta przestrzeni Hilberta różni się od sumy prostej przestrzeni liniowych tym, że ma dodatkowo zdefiniowany iloczyn skalarny.

### Suma prosta przeliczalnej rodziny przestrzeni Hilberta
Dla dowolnej, przeliczalnej rodziny przestrzeni Hilberta {\displaystyle (H_{i})_{i\in I}} indeksowanej elementami zbioru {\displaystyle I} sumą prostą
{\displaystyle H_{1}\oplus \ldots \oplus H_{n}\equiv \textstyle \bigoplus _{i\in I}H_{i}}
nazywa się przestrzeń Hilberta utworzoną ze wszystkich funkcji {\displaystyle f} na zbiorze {\displaystyle I} taką, że spełnione są warunki:
- {\displaystyle f(i)\in H_{i}} dla każdego {\displaystyle i,}
- zbiór {\displaystyle \{i\in H:f(i)\neq 0\}} jest przeliczalny,
- {\displaystyle \textstyle \sum _{i\in I}\|f_{i}\|^{2}<\infty ,}

wyposażoną w normę
{\displaystyle \|f\|={\sqrt {\sum _{i\in I}\|f_{i}\|^{2}}},}
gdzie {\displaystyle f\in \textstyle \bigoplus _{i\in I}H_{i}.}
Norma (długość) wektora sumy prostej przeliczalnej liczby przestrzeni Hilberta jest więc sumą długości wektorów składowych, należących do dodawanych w sposób posty przestrzeni Hilberta.